# Polens nationalbanks sæde i Łódź
Polens nationalbanks sæde i Łódź (polsk Siedziba Narodowego Banku Polskiego w Łodzi) ligger ved Tadeusz Kościuszkos allé 14. I bygningen, som regnes for at være en af byens mere effektfulde seværdigheder, ligger Europas største banksal.

## Historie
Polens bank, som havde hovedsæde i Warszawa, åbnede sin filial i Łódź i 1860, og skulle med sine kreditter udvikle industrien i byen. I 1870'erne blev sædet flyttet til hjørnet af Zachodnia- og Cegielnianagaden (i dag Stefan Jaracz’ gade). I 1885 blev Polens bank overtaget af den petersburgske Rigsbank, og i årene 1905-1908 blev et nyt sæde bygget efter tegninger af Dawid Lande, hvis projekt blev valgt i en lukket arkitektkonkurrence. 
Under 1. verdenskrig husede den nye bygning den tyske besættelsesmagts styre, og blev senere overgivet til den nye "Polens bank" i 1927. Fra 1945 og frem til i dag har bygningen huset Polens nationalbank. I 1997 blev bankbygningen restaureret tilbage til sin gamle pragt.

## Form
Bygningen har grundplan som bogstavet "L". Det solide og alvorlige indtryk blødes op af store vinduer og dekorationer i sidste etage. Hovedindgangen kranses af en portal med toskanske søjler. Det tredelte vindue over indgangen presenterer sig særlig effektfuldt med allegoriske skulpturer af handel og finanser.
Bygningens indre udfyldes af en vestibule med en vifteformet marmortrappe. I etagen over ligger Europas største banksal med et areal på 1155 m². Salen er udsmykket med relieffer, et meget brugt motiv er bier. Hele kompositionen præges af flere forskellige stile: renæssance, modernisme og art nouveau.

51°46′5.8″N 19°27′14.7″Ø / 51.768278°N 19.454083°Ø